# Breeders Crown Open Mare Pace
| 2YO Filly Pace |  | 2YO Colt & Gelding Pace |  | 3YO Filly Pace |  | 3YO Colt & Gelding Pace |  | Open Mare Pace |  | Open Pace |

Breeders Crown Open Mare Pace är ett årligt passgångslopp i Breeders Crown-serien för 4-åriga och äldre varmblodiga ston. Loppet är ett sprinterlopp över 1609 meter och körs på olika travbanor i USA och Kanada, sedan premiären 1986. Förstapris är 250 000 amerikanska dollar. 2010 blev Pocono Downs den första banan som körde alla 12 lopp i travserien under en och samma kväll.

## Segrare
| År   | Häst               | Kusk            | Tränare            | Tid    |
| ---- | ------------------ | --------------- | ------------------ | ------ |
| 2022 | Grace Hill         | Doug Mcnair     | Virgil Morgan Jr.  | 1:48.4 |
| 2021 | Rocknificent       | Scott Zeron     | Linda Toscano      | 1:49.0 |
| 2020 | Kissin In The Sand | Dexter Dunn     | Nancy Takter       | 1:48.4 |
| 2019 | Caviart Ally       | Andrew McCarthy | Brett Pelling      | 1:49.3 |
| 2018 | Shartin            | Tim Tetrick     | Jim King J:r       | 1:52.0 |
| 2017 | Pure Country       | Mark MacDonald  | Jimmy Takter       | 1:52.1 |
| 2016 | Lady Shadow        | Yannick Gingras | Ronald Adams       | 1:49.4 |
| 2015 | Color's A Virgin   | David Miller    | Brian Brown        | 1:53.2 |
| 2014 | Shelliscape        | John Campbell   | Pj Fraley          | 1:49.4 |
| 2013 | Shelliscape        | David Miller    | Pj Fraley          | 1:50.0 |
| 2012 | Anndrovette        | Tim Tetrick     | Pj Fraley          | 1:50.1 |
| 2011 | Anndrovette        | Luc Ouellette   | Mark Kesmodel      | 1:49.2 |
| 2010 | Dreamfair Eternal  | Randall Waples  | Patrick Fletcher   | 1:50.3 |
| 2009 | Hana Hanover       | George Brennan  | Mark Steacy        | 1:48.4 |
| 2008 | My Little Dragon   | Brian Sears     | Michael Vanderkemp | 1:50.1 |
| 2007 | Moving Pictures    | Mark MacDonald  | Casie Coleman      | 1:51.2 |
| 2006 | Burning Point      | Ron Pierce      | Steve Elliott      | 1:49.2 |
| 2005 | Loyal Opposition   | George Brennan  | Erv Miller         | 1:51.2 |
| 2004 | Always Cam         | David Miller    | Bill Zendt         | 1:49.2 |
| 2003 | Eternal Camnation  | Eric Ledford    | Jeff Miller        | 1:51.1 |
| 2002 | Molly Can Do It    | Jack Moiseyev   | Linda Toscano      | 1:49.4 |
| 2001 | Eternal Camnation  | Eric Ledford    | Jeff Miller        | 1:50.1 |
| 2000 | Ron's Girl         | Mike Lachance   | Joe Anderson       | 1:50.4 |
| 1999 | Shore By Five      | Daniel Dube     | Robert McIntosh    | 1:50.4 |
| 1998 | Jay's Table        | John Campbell   | Bill Robinson      | 1:49.3 |
| 1997 | Extreme Velocity   | John Campbell   | Trent Stohler      | 1:50.3 |
| 1996 | She’s A Great Lady | John Campbell   | Joe Holloway       | 1:50.4 |
| 1995 | Ellamony           | Mike Saftic     | Stephan Doyle      | 1:54.2 |
| 1994 | Shady Daisy        | Mike Lachance   | Louis Bauslaugh    | 1:53.1 |
| 1993 | Swing Back         | Kelly Sheppard  | Tod Sheppard       | 1:52.2 |
| 1992 | Shady Daisy        | Ron Pierce      | Louis Bauslaugh    | 1:53.2 |
| 1991 | Delinquent Account | Bill O’Donnell  | Robert McIntosh    | 1:54.2 |
| 1990 | Caesars Jackpot    | Bill Fahy       | Michel Bouvrette   | 1:52.3 |
| 1989 | Armbro Feather     | John Kopas      | Jack Kopas         | 1:56.0 |
| 1988 | Anniecrombie       | Dave Magee      | Bill Darin         | 1:52.3 |
| 1987 | Follow My Star     | John Campbell   | Bruce Nickells     | 1:53.4 |
| 1986 | Samshu Bluegrass   | Mike Lachance   | Vinnie Aurigemma   | 1:56.1 |